# Max Euwe Centrum
Het Max Euwe Centrum (MEC) is een schaakcentrum aan het Max Euweplein in Amsterdam. Het bestaat uit een klein museum over de schaakcarrière en het leven van de Nederlandse wereldkampioen Max Euwe (1901-1981) en een ontmoetingscentrum annex bibliotheek met circa elfduizend boeken en tijdschriften.

## Organisatie
Het Max Euwe Centrum is een stichting, met als voorzitter Jaap van den Herik. De dagelijkse leiding is in handen van Jeroen van den Berg, sinds 2000 toernooidirecteur van het Tata Steel schaaktoernooi in Wijk aan Zee.

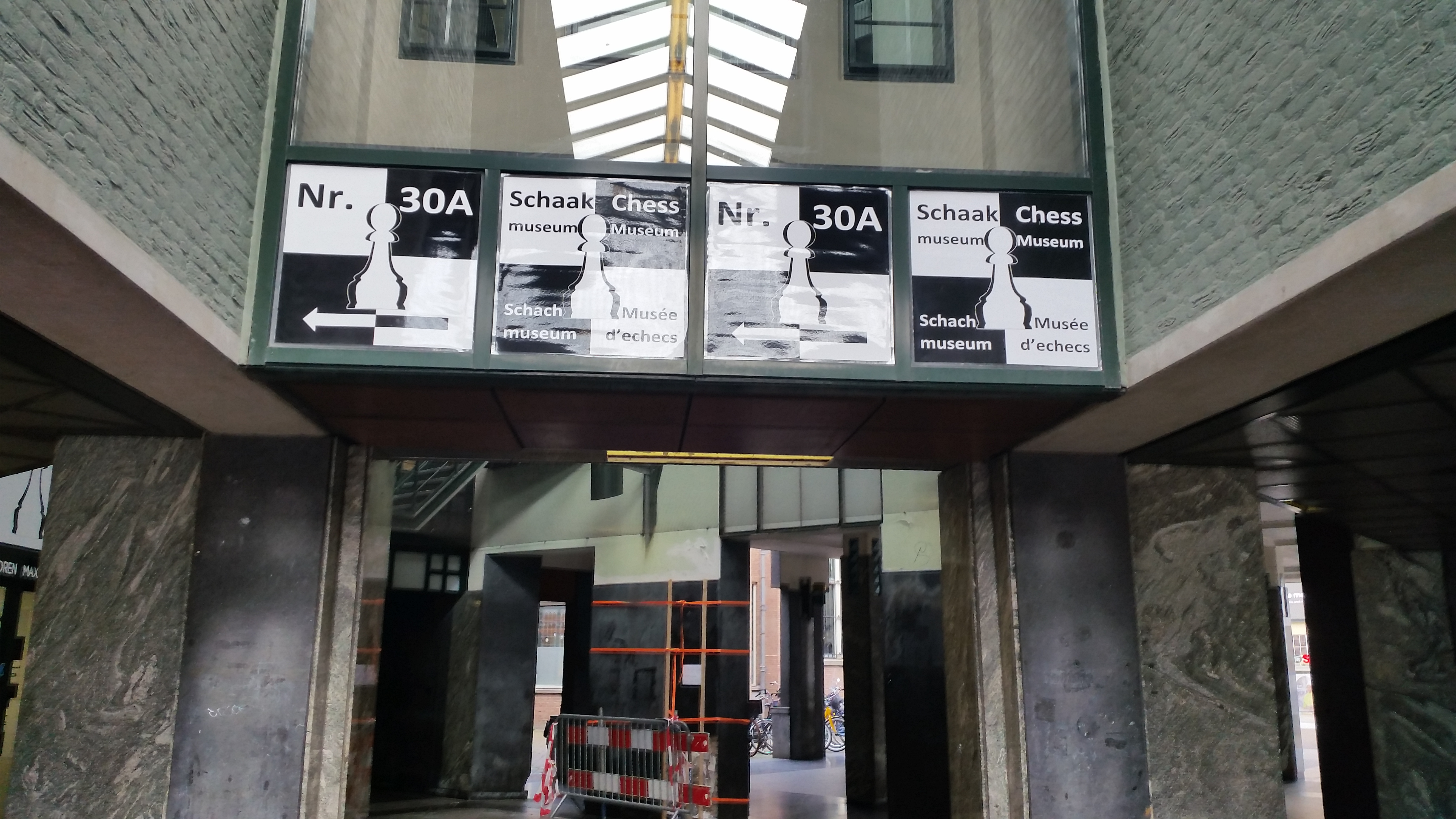
De ingang naar het Max Euwe Centrum

Het Max Euwe Centrum telt zo’n twintig vrijwilligers die bezoekers rondleiden, berichten en artikelen schrijven voor de website www.maxeuwe.nl, social media en het driemaandelijkse MEC Magazine. Ook helpen zij met de inrichting van tijdelijke exposities, lezingen en trainingen, de halfjaarlijkse boekenruilbeurs en het jaarlijkse Pleinfestival. Dit schaakfestival vindt sinds 1992, met uitzondering van de jaren 2003 en 2005 jaarlijks, plaats op het Max Euweplein, doorgaans rond 1 juli.
Sinds de stopzetting van de jaarlijkse subsidie van de gemeente Amsterdam in 2016, is het Max Euwe Centrum financieel afhankelijk van donateurs, sponsoren en legaten en een bijdrage van de KNSB. Deze laatste bijdrage is afhankelijk van het aantal georganiseerde schakers.
Het Max Euwe Centrum trekt jaarlijks zo’n 2500 bezoekers van wie de meesten uit het buitenland komen.

### Voorzitters van het Max Euwe Centrum
- 1986-1989: Henk Wille
- 1989-1996: Kees Snoep
- 1996-1997: Jan van Rijn
- 1997-2004: Errit Petersma
- 2004-2007: Frank de Grave
- 2007-2009: Jan Nagel
- 2009-2010: Fred Teeven
- 2010-2014: Eric Smaling
- 2014-2019: Jan van Run
- 2019-2024: Paul van der Sterren
- 2024-          Jaap van den Herik

## Geschiedenis
De plannen voor het Max Euwe Centrum zijn ontstaan in 1982, vrij snel na het overlijden van Max Euwe. Op initiatief van toenmalig KNSB-voorzitter Henk Wille kwamen diverse schaakbestuurders bijeen om te overleggen hoe de Nederlandse schaakgemeenschap de verdiensten van de oud-wereldkampioen een blijvend vervolg kon geven. Leo Diepstraten, voorzitter van de Nederlandse Bond van Correspondentieschakers (NBC), stelde voor een landelijk studie-en ontmoetingscentrum voor schakers op te richten.
Met steun van de Koninklijke Nederlandse Schaakbond (KNSB), sponsoren, donateurs en de Amsterdamse burgemeester Ed van Thijn, zelf een schaakliefhebber, kreeg het Max Euwe Centrum een eigen ruimte aan de Paleisstraat – nabij de Dam – waar ook het Bondsbureau van de KNSB was gevestigd. De feestelijke opening was op 8 november 1986 in aanwezigheid van onder anderen Caro Euwe-Bergman, weduwe van Max Euwe, en burgemeester Van Thijn.
Door de snelle groei van de bibliotheek en het aantal bezoekers, werd de eerste locatie al snel te klein. Vooral dankzij de inzet van toenmalig MEC-voorzitter Kees Snoep en de Amsterdamse zakenman Leo van der Kar volgde op 13 december 1991 de verhuizing naar het voormalige Huis van Bewaring aan het Max Euweplein. In dit gebouw hebben zich sinds de sluiting van de penitentiaire inrichting in 1979 diverse startende bedrijven en non-profitorganisaties gevestigd, waaronder het Max Euwe Centrum.

## Bibliotheek

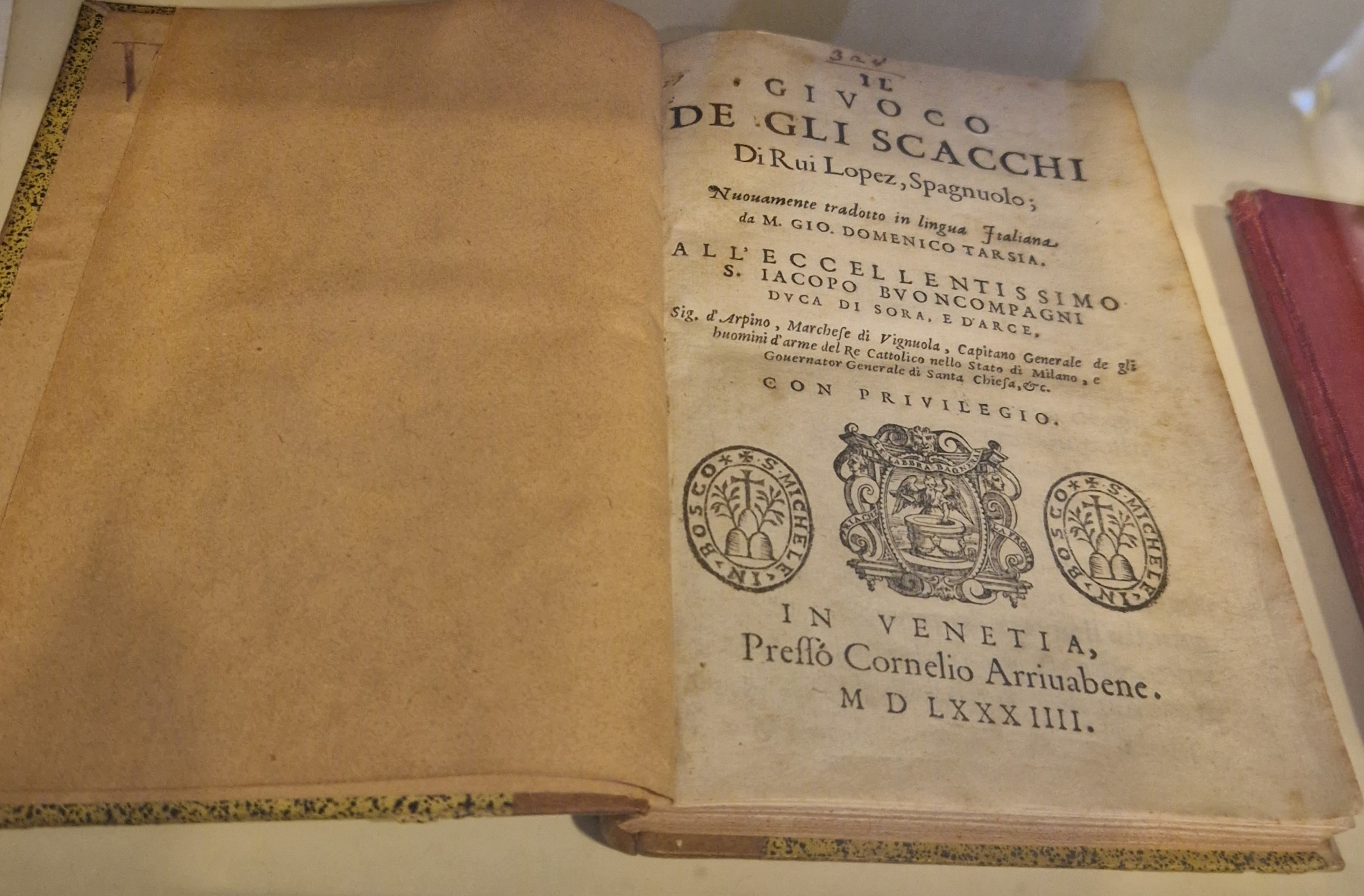
Een foto van het boek van Ruy Lopez uit 1584.

De bibliotheek van het Max Euwe Centrum bestaat uit zo’n elfduizend schaakboeken en schaaktijdschriften. Hieronder bevinden zich enkele bijzondere exemplaren zoals het boek Il Giuoco incomparabile degli scacchi van de Italiaan Ponziani en Giuvoco De Gli Scacchi di Rui Lopez, Spagnuolo van de Spaanse bisschop Ruy Lopez uit 1584, een van de sterkste schakers uit die tijd. En ook de Nederlandse vertaling De Kunst van Schaakspelen of Handleiding tot het schaakspel van François-André Danican Philidor.
Het Max Euwe Centrum bezit alle jaargangen van gerenommeerde schaaktijdschriften als British Chess Magazine en de Wiener Schachzeitung die in de negentiende eeuw zijn ontstaan. Ook de volledige verzameling van Nederlands eerste schaaktijdschrift Sissa is er te vinden.

## Museum
Het museum bestaat uit 27 panelen en vijf vitrines over het leven, de maatschappelijke en wetenschappelijke carrière en de schaakloopbaan van Max Euwe. Pronkstuk is het originele bord met stukken die uitdager Max Euwe en titelhouder Alexander Aljechin hebben gebruikt op 15 december 1935 in Theater Bellevue in Amsterdam hun dertigste en laatste WK-partij. Het spel is een geschenk van Arthur Bröker uit Eindhoven. Hij bood het bijzondere spel aan op 7 februari 2015 aan het Max Euwe Centrum. Hij is de zoon van schaakuitgever Nicolaas Bröker die in 1949 startte met de Losbladige Schaakberichten. Euwe was enkele jaren hoofdredacteur van het tijdschrift met openingsnieuwtjes en partijanalyses.  Andere bijzonder museumstukken zijn Euwe wiskundige proefschrift uit 1926, de hoes van de speciaal gecomponeerde ‘Euwe Marsch’ uit 1935 en het zakschaakspel waarmee Euwe aan het eind van zijn leven zijn partijen bijhield uit het Nederlands kampioenschap correspondentieschaak dat van start ging in 1980.

## Activiteiten

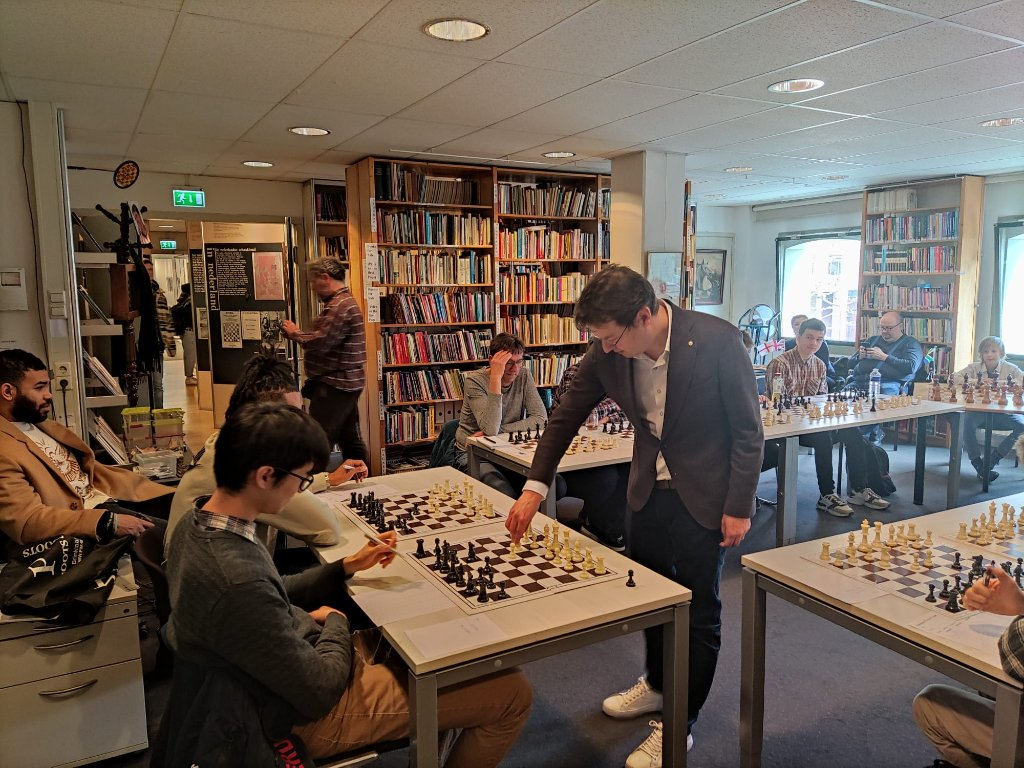
Erwin l'Ami geeft een simultaan in het Max Euwe Centrum.

Sinds 1986 heeft het Max Euwe Centrum tal van schaakactiviteiten georganiseerd, zoals de Schaakacademie (1989-1997). In eerste instantie ging het om trainingen voor clubschakers, vanaf oktober 1990 ook voor talentvolle Nederlandse jeugdspelers. Docenten waren bondscoach Cor van Wijgerden en grootmeester Genna Sosonko. De eerste training voor jeugdtalenten was op 27 april 1990 in het Crest Hotel in Amsterdam. Grootmeester Jan Timman analyseerde op die dag enkele van zijn partijen uit de finale van de kandidatenmatches tegen Anatoli Karpov. De Schaakacademie stopte in 1997 toen de KNSB de training van talentvolle schakers zelf ter hand wilde nemen.

### Pleinfestival

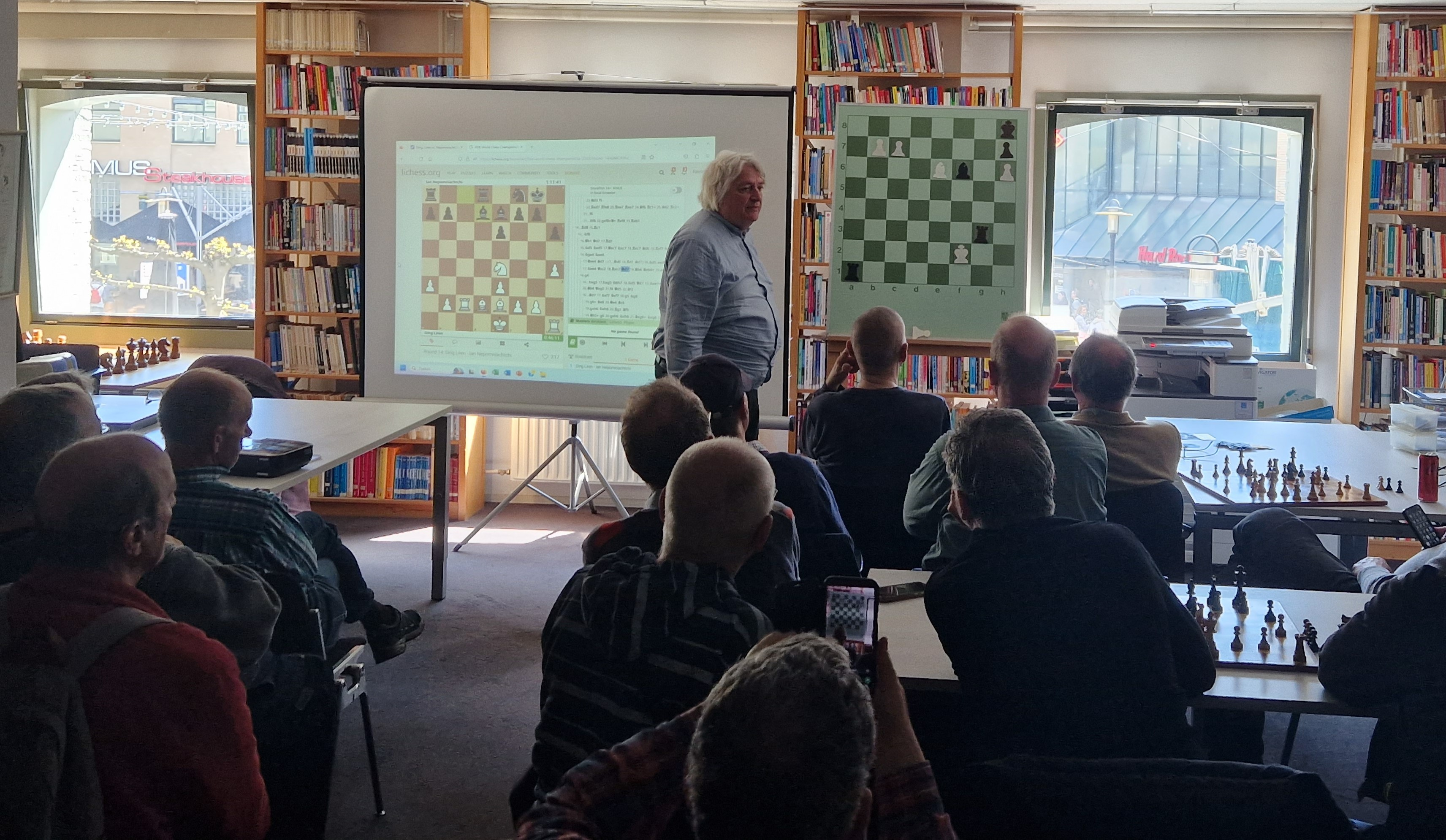
Op 29 april 2023 was Jan Timman te gast bij het Max Euwe Centrum. Hij gaf daar live commentaar op het wereldkampioenschap en liet ook enkele van zijn studies zien.

Het Max Euwe Centrum organiseert sinds 1991 in de zomer, doorgaans rond 1 juli, een jaarlijks Pleinfestival. Door geldgebrek is dit schaakevenement alleen in 2003 en 2005 niet gehouden. Doorgaans verzorgen Nederlandse grootmeesters en jeugdtalenten (klok)simultaans. Verder zijn er die dag diverse andere activiteiten, zoals het oplossen van schaakproblemen en eindspelstudies, snelschaken en rapidtoernooien. Sinds 2007 houdt het Max Euwe Centrum jaarlijks enkele malen trainingen voor clubschakers door ervaren grootmeesters als Jan Timman, Ivan Sokolov en Artoer Joesoepov.

## Euwe-ring

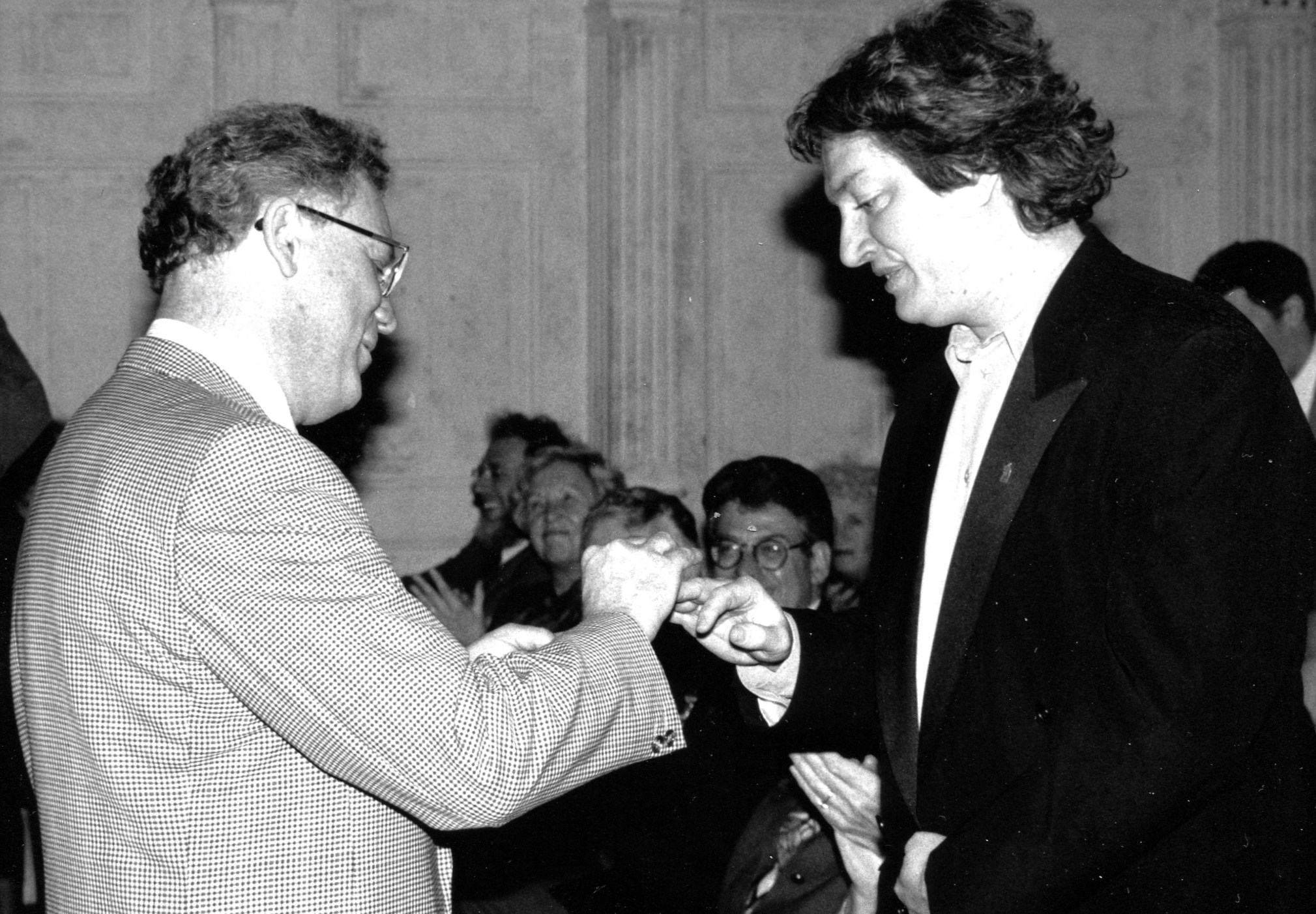
Op 13 december 1991 gaf Hans Bouwmeester de Euwe-ring door aan Jan Timman

In 1977 kreeg Max Euwe, bij de gelegenheid van zijn 75e verjaardag, van de Nederlandse Gasunie de "Euwe-ring" voor zijn grote verdiensten voor het schaken in het algemeen en het jeugdschaak in het bijzonder. Na Euwe's overlijden is de ring doorgegeven aan Hans Bouwmeester en de houder kan zelf een opvolger voordragen. De houders van de Euwe-ring tot nu toe zijn:
- 1977: Max Euwe
- 1983: Hans Bouwmeester
- 1991: Jan Timman
- 1996: Hans Böhm
- 2001: Hans Ree
- 2007: Genna Sosonko
- 2012: Cor van Wijgerden
- 2018: Eddy Sibbing
- 2023: Zhaoqin Peng